# Sputnik (Eisenbahn)
Sputnik wurden im Volksmund die seit 1958 auf dem Berliner Außenring verkehrenden und West-Berlin umfahrenden Personenzüge genannt, die in den S-Bahn-Tarif von Berlin einbezogen waren. Sie wurden in Anlehnung an die sowjetischen Satelliten der Sputnik-Serie  bezeichnet, da sie sich auf einer Art Kreisbahn um West-Berlin bewegten.

## Geschichte
Hauptrelation war die DR-Kursbuchstrecke 120 Werder (Havel) – Potsdam Hbf (heute: Potsdam Pirschheide) – Bergholz – Saarmund – Genshagener Heide – Flughafen Schönefeld – Berlin-Karlshorst (– Berlin Ostbahnhof). Diese wurde im Stundentakt bedient, der im Berufsverkehr kurzzeitig zum Halbstundentakt verdichtet wurde.
Die Züge waren stark frequentiert und durch den politischen Hintergrund dieser Strecke wurde stets relativ modernes Lok- und Wagenmaterial eingesetzt. Die zum Teil weit abseits der Ortschaften gelegenen Bahnhöfe wurden durch Straßenbahn (Potsdam Hauptbahnhof) bzw. mehrere Kraftomnibuslinien (Genshagener Heide von Ludwigsfelde, Teltow und Stahnsdorf) angebunden. Der mitten im Wald gelegene Bahnhof Bergholz diente dem Umsteigeverkehr in den Südosten Potsdams und in Richtung Belzig und war nur über einen längeren Fußweg mit dem Ort verbunden. 
Zusätzlich zum Sputnik der Deutschen Reichsbahn wurden vom VEB Kraftverkehr Babelsberg direkte Busse von der Potsdamer Innenstadt über Stahnsdorf, Teltow und Mahlow zum S-Bahnhof Grünau, später zum S-Bahnhof Flughafen Schönefeld, im dichten Takt angeboten.

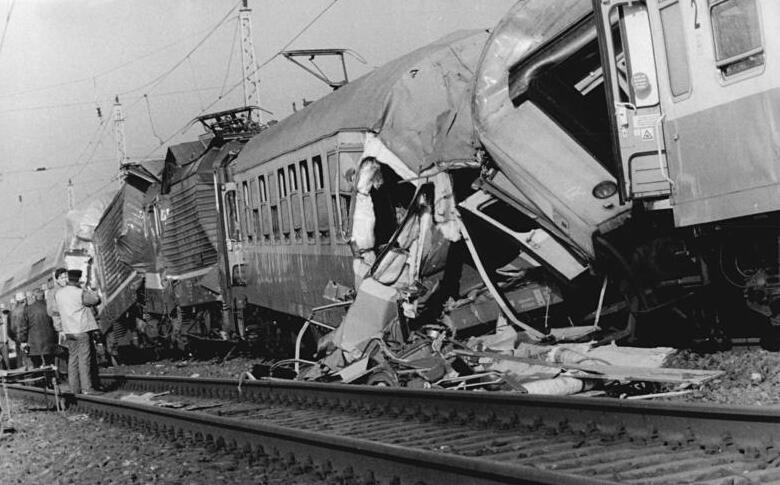
Zugunglück eines Sputniks (hinten) mit einem Städteexpress in Eichgestell, 1988

Am 15. Februar 1988 kam es zu einem schweren Zugunglück mit einem Toten, sechs Schwer- und 28 Leichtverletzten, als der Städteexpress „Rennsteig“ auf einen Sputnik-Zug nahe dem Betriebsbahnhof Eichgestell in Berlin auffuhr.
Mit der Wiederinbetriebnahme des S-Bahn-Verkehrs nach Potsdam Stadt (später: Potsdam Hbf) und der weiteren Komplettierung des Berliner S-Bahn- und Regionalbahn-Netzes verlor diese Relation an Bedeutung. Heute übernimmt die Regionalbahnlinie RB 22 den Verkehr auf dem südlichen Außenring zwischen Potsdam und Schönefeld Flughafen.

## Fahrzeugeinsatz
Als Fahrzeugmaterial kamen zum Einsatz:
- Dampfloks der Baureihen 62 und 65.10 mit zwei vierteiligen Doppelstockeinheiten bis Anfang der 1960er Jahre
- Dieselloks der Baureihe V 180 mit zwei vierteiligen Doppelstockeinheiten, zeitweise mit Gepäckwagen DDg[e], bis Mitte der 1980er Jahre
- Ersatzweise wurden beim Wagenpark vierachsige Rekowagen und später Halberstädter Mitteleinstiegswagen eingesetzt. Die als Reserve bereitgehaltenen Dampflokomotiven der Baureihe 52 kamen dagegen nicht zum Einsatz.
- E-Loks der Baureihe 242 und acht Doppelstock-Standardsitzwagen bestimmten das Einsatzbild ab Mitte der 1980er Jahre, wobei die BR 132 auf nicht elektrifizierten Abschnitten zum Einsatz kam. Ab 1986 erfolgte die Auslieferung der neuen E-Loks der Baureihe 243, die von nun an mit zumeist acht Doppelstock-Standardsitzwagen in einer besonderen Lackierung verkehrte. Das Farbschema war der seit den 1980er Jahren gebräuchlichen Lackierung der Berliner S-Bahn nachempfunden und bestimmte von nun an das Einsatzbild. Ab 1991 erfolgte der Einsatz der soeben ausgelieferten Lokomotiven der Baureihe 212.0 auf dem Berliner Außenring. Seit der Grenzöffnung sanken die Fahrgastzahlen auf ein niedrigeres Niveau, da mehr und mehr direkte Verkehrswege zwischen Potsdam und Berlin wiedereröffnet wurden. Die Zuglängen wurden verkürzt, wobei meist nur noch zwei Doppelstockwagen, zuletzt 1999 sogar einzelne Dieseltriebwagen der DB-Baureihe 628, genügten.